# Каркофоро
Карко̀форо (на италиански: Carcoforo; на пиемонтски: Carcòfo, Каркофо) е село и община в Северна Италия, провинция Верчели, регион Пиемонт. Разположено е на 1304 m надморска височина. Населението на общината е 78 души (към 2010 г.).